# Петухов, Юрий Сергеевич
Юрий Сергеевич Петухов (11 сентября 1977, Вятские Поляны — 18 марта 2000, Комсомольское) — рядовой 19-го Новосибирского отряда специального назначения «Ермак» Внутренних войск МВД России, участник Второй чеченской войны. Кавалер Ордена Мужества (посмертно).

## Биография
Родился 11 сентября 1977 года в Вятских Полянах (Кировская область). Отец — Сергей Егорович Петухов. Окончил среднюю школу № 30 г. Талнах с отличием и Норильский индустриальный институт в июне 1999 года (специальность — горный инженер). Занимался спортом (атлетизмом), посещал военно-спортивный клуб «Эдельвейс» и также серьёзно увлекался астрономией.
Призван во внутренние войска МВД России 21 июня 1999 года. Воинскую службу проходил в новосибирском спецназе, в 19-м отряде специального назначения «Ермак» (в/ч 6749) внутренних войск МВД России, имел звание рядового. Участник Второй чеченской войны.
11 марта 2000 года отряд 19-го ОСН вступил в село Комсомольское (Урус-Мартановский район), потеряв за неделю боёв убитым пулемётчика Зырянова. 18 марта в южной части села вторая группа отряда из 18 человек вступила в схватку против боевиков в одном из кирпичных домов. В бою погибли 8 человек: майоры Василий Чебров и Николай Непомнящих, старший лейтенант Сергей Политин, прапорщик Андрей Мелешкин, сержант Сергей Сажаев, рядовые Андрей Трусевич, Юрий Петухов и Алексей Матвеев. Остальные держались до подхода первой группы 19-го отряда.
Юрий Петухов посмертно награждён орденом Мужества. Мемориальная доска с его именем установлена в Норильске на улице 50-летия Октября.